# 水面島
水面島（英語：Minamo Island），是南極洲的島嶼，位於毛德皇后地的哈拉爾王子海岸，處於斯卡倫山和斯卡倫冰川之間，根據日本探險隊的測量和拍攝的空中照片繪入地圖，現時由南極條約體系管理。